# Титания (спутник)
Тита́ния — крупнейший спутник Урана и восьмой по размеру спутник в Солнечной системе. Открыт Уильямом Гершелем 11 января 1787 года (через шесть лет после открытия им Урана). Назван в честь королевы фей из произведения Уильяма Шекспира «Сон в летнюю ночь». Четвёртый по отдалённости от Урана среди пяти его крупных спутников. Орбита Титании полностью находится внутри магнитосферы Урана.
Как и все крупнейшие спутники Урана, Титания, вероятно, образовалась из аккреционного диска, окружавшего планету во времена её формирования. Титания состоит из примерно равного количества камня и льда и, вероятно, дифференцирована на каменное ядро и ледяную мантию. На их границе, возможно, есть слой жидкой воды.
Поверхность Титании относительно тёмная с красноватым оттенком. Её рельеф был сформирован как ударами астероидов и комет, так и эндогенными процессами. Спутник покрыт многочисленными кратерами, достигающими 326 километров в диаметре. Вероятно, на Титании произошло раннее эндогенное восстановление поверхности, которое стёрло её старую, сильно испещрённую кратерами, поверхность. Поверхность Титании прорезана системой огромных каньонов и обрывов, образовавшихся при растяжении коры в результате расширения недр на раннем этапе её истории.
Инфракрасная спектроскопия, проведённая в 2001—2005 годах, показала наличие на поверхности Титании водяного льда и замёрзшего углекислого газа. Это указывает на то, что спутник может обладать незначительной сезонной атмосферой, состоящей из углекислого газа с атмосферным давлением около 10−13 бар.
Титанию, как и всю систему Урана, изучал с близкого расстояния только один космический аппарат — «Вояджер-2».

## Название
Титания была открыта Уильямом Гершелем 11 января 1787 года, в один день со вторым по величине спутником Урана — Обероном. Позднее Гершель сообщил об открытии ещё четырёх спутников, но эти наблюдения оказались ошибочными. В течение 50 лет после открытия Титанию и Оберон не наблюдал никто, кроме Гершеля, из-за слабой проницающей силы телескопов того времени. Сейчас эти спутники можно наблюдать с Земли с помощью любительских телескопов высокого класса.
Первоначально Титанию называли «Первым спутником Урана», а в 1848 году Уильям Лассел дал ей имя «Уран I», хотя он иногда и использовал нумерацию Уильяма Гершеля, где Титания и Оберон именовались как Уран II и Уран IV соответственно. Наконец, в 1851 году Лассел переименовал четыре известные на тот момент спутника римскими цифрами в порядке их удалённости от планеты, и с тех пор Титания носит имя Уран III.
Впоследствии все спутники Урана были названы в честь персонажей произведений Уильяма Шекспира и Александра Поупа. Титания получила своё название в честь Титании — королевы фей из пьесы «Сон в летнюю ночь». Наименования для всех четырёх известных на тот момент спутников Урана были предложены сыном Гершеля Джоном в 1852 году по просьбе Уильяма Лассела, который годом ранее обнаружил два других спутника — Ариэль и Умбриэль.
Титанию не следует путать со спутником Сатурна Титаном и одноимённым астероидом (593) Титания.

## Орбита
Титания находится на расстоянии около 436 000 км от Урана. Это четвёртый по удалённости среди пяти его крупных спутников. Её орбита почти круговая и слабо наклонена к экватору Урана. Орбитальный период составляет примерно 8,7 дней и совпадает с периодом вращения. Другими словами, Титания — синхронный спутник (всегда повёрнутый к Урану одной и той же стороной).
Орбита Титании полностью находится внутри магнитосферы Урана, и потому с её ведомым полушарием постоянно сталкиваются частицы магнитосферной плазмы, которая движется по орбите намного быстрее Титании (с периодом, равным периоду осевого вращения Урана). Возможно, бомбардировка этими частицами и приводит к потемнению этого полушария, наблюдаемому у всех спутников Урана, кроме Оберона.
Так как Уран вращается вокруг Солнца «на боку», а с плоскостью его экватора примерно совпадает плоскость экватора (и орбиты) его крупных спутников, смена сезонов на них очень своеобразна. Северный и южный полюса Титании 42 года находятся в полной темноте и 42 года непрерывно освещены, причём на каждом из полюсов при летнем солнцестоянии Солнце почти достигает зенита. Раз в 42 года, во время равноденствия на Уране, Солнце (и вместе с ним Земля) проходит через его экваториальную плоскость, и тогда можно наблюдать взаимные покрытия его спутников. Несколько таких явлений наблюдалось в 2007—2008 годах (в том числе покрытия Титании Умбриэлем 15 августа и 8 декабря 2007 года).

## Состав и внутреннее строение
Титания — самый большой и массивный спутник Урана и восьмой по массе спутник в Солнечной системе. Её плотность (1,71 г/см3) намного выше типичной плотности спутников Сатурна, из чего можно сделать вывод, что спутник состоит примерно наполовину из водяного льда и наполовину из тяжёлых неледяных составляющих, которые могут включать камень и органику. С помощью инфракрасной спектроскопии, сделанной в 2001—2005 годах, наличие водяного льда на поверхности спутника было подтверждено. Его полосы поглощения сильнее выражены на ведущем полушарии (направленном в сторону движения по орбите), чем на ведомом. Эта ситуация обратна наблюдаемой на Обероне. Причины этой асимметрии неизвестны; предполагается, что они связаны с бомбардировкой поверхности заряженными частицами из магнитосферы Урана, которая воздействует именно на ведомое полушарие спутника. Ионы могут распылять водяной лёд, разлагать метан, образующий со льдом газовый гидрат (клатрат), и другие органические вещества, образовывая тёмную, богатую углеродом, смесь веществ.
Кроме водяного льда, при помощи инфракрасной спектроскопии на Титании был обнаружен замёрзший углекислый газ. Он находится главным образом на ведомом полушарии. Его происхождение не совсем понятно. Он мог образоваться на поверхности из карбонатов или органических веществ под влиянием солнечного ультрафиолетового излучения или ионов, прибывающих из магнитосферы Урана. Последнее может объяснить асимметрию в распределении диоксида углерода по поверхности спутника, потому что эти ионы бомбардируют именно ведомое полушарие. Другой возможный источник — дегазация водяного льда на поверхности Титании. В таком случае высвобождение CO2 могло бы быть связано с прошлой геологической активностью Титании.
Возможно, Титания дифференцирована на каменное ядро и ледяную мантию. Если это так, то с учётом состава этого спутника можно рассчитать, что масса ядра составляет 58 % массы Титании, а его радиус — 66 % радиуса спутника (около 520 км). Давление в центре Титании — около 0,58 ГПа (5,8 кбар). Состояние ледяной мантии остаётся неясным. Если лёд содержит достаточное количество аммиака или другого антифриза, то на границе ядра и мантии может быть жидкий океан. Если он действительно существует, то его толщина может достигать 50 километров, с температурой около 190 К. Однако модели внутренней структуры Титании сильно зависят от истории температурного режима спутника, которая плохо известна.

## Поверхность
Среди крупных спутников Урана Титания по яркости находится посередине, между тёмными Обероном и Умбриэлем и светлыми Ариэлем и Мирандой. Поверхность Титании демонстрирует сильный оппозиционный эффект: при увеличении фазового угла с 0° до 1° отражательная способность уменьшается с 35 % до 25 %. У Титании относительно низкое альбедо Бонда — около 17 %. Она имеет красный оттенок, но менее сильный, чем у Оберона. Однако свежие следы ударов на поверхности более синие, а гладкие равнины, расположенные на ведущем полушарии вблизи кратера Урсула и вдоль некоторых грабенов, немного краснее. Ведущее полушарие в целом краснее ведомого примерно на 8 %. Это различие может быть связано с гладкими равнинами и быть случайным. Вообще говоря, покраснение поверхности может быть следствием космической эрозии, вызванной бомбардировкой заряженными частицами и микрометеоритами на протяжении миллиардов лет. Но в случае Титании покраснение ведущего полушария, скорее всего, связано с оседанием на нём пыли, поступающей, возможно, с внешних спутников Урана.
На Титании три основных типа деталей рельефа: кратеры, каньоны и уступы. Она слабее испещрена кратерами, чем Оберон или Умбриэль, что говорит об относительной молодости её поверхности. Диаметр кратеров достигает приблизительно 330 км. Такой размер имеют кратер Гертруда (самый большой наименованный кратер на спутниках Урана) и один безымянный гипотетический кратер плохой сохранности (см. ниже). Некоторые кратеры (например, Урсула или Джессика) окружены яркими лучами выбросов водяного льда. Все большие кратеры на Титании имеют плоское дно и центральную горку. Единственное исключение — кратер Урсула, в центре которого находится яма (возможно, меньший кратер). К западу от кратера Гертруда расположена область со сложным неправильным рельефом, именуемая «безымянным бассейном», которая может быть сильно разрушенным кратером с диаметром около 330 км.
Изученная часть поверхности спутника изрезана системой разломов и обрывов, являющихся результатом относительно недавней геологической активности. На ней много каньонов, представляющих собой грабены — опущенные участки поверхности между двумя параллельными разломами коры. Грабены на Титании в среднем имеют ширину 20—50 км, глубину 2—5 км и, вероятно, являются самыми молодыми деталями рельефа — они пересекают и кратеры, и гладкие равнины. Самый большой из них — каньон Мессина (лат. Messina Chasma), достигающий без малого 1500 км в длину и тянущийся от экватора почти до южного полюса. Некоторые каньоны окружены светлыми лучевыми системами. По данным поляриметрических измерений, поверхность вокруг каньонов покрыта слоем пористого вещества. По одной из гипотез, это — водный иней, конденсировавшийся на поверхности после излияний жидкости из трещин. Обрывы, не связанные с каньонами, называют уступами (лат. Rupes), как, например, уступ Руссильон, находящийся возле кратера Урсула.
На снимках, сделанных космическим аппаратом «Вояджер-2», области вдоль некоторых обрывов и возле Урсулы на снимках с таким разрешением выглядят гладкими. Эти области, вероятно, появились гораздо позже большинства кратеров. Сглаживание ландшафта могло быть либо эндогенным (связанным с извержением жидкости — криовулканизмом), либо обусловлено выбросами из близлежащих кратеров.
Рельеф Титании определяется двумя противодействующими процессами: образованием ударных кратеров и эндогенным сглаживанием поверхности. Первый процесс действовал на всей поверхности спутника в течение всей его истории. Второй процесс, тоже глобального характера, действовал не с самого начала. Он стёр изначальный сильно кратерированный ландшафт, чем объясняется сегодняшняя редкость ударных кратеров на этом спутнике. Позже, возможно, происходили дополнительные изменения поверхности, которые сформировали гладкие равнины. Возможно, эти равнины — участки, покрытые выбросами из близлежащих кратеров. Самые недавние эндогенные процессы были в основном тектоническими; они стали причиной появления каньонов — фактически гигантских трещин в ледяной коре. Растрескивание коры было вызвано глобальным расширением Титании примерно на 0,7 %.
| Наименование    | Названо в честь                                         | Тип    | Длина (диаметр), км | Координаты                                            |
| --------------- | ------------------------------------------------------- | ------ | ------------------- | ----------------------------------------------------- |
| Каньон Бельмонт | Бальмонт, Италия («Венецианский купец»)                 | Каньон | 238                 | 8°30′ ю. ш. 32°36′ в. д. / 8,5° ю. ш. 32,6° в. д.     |
| Каньон Мессина  | Мессина, Италия («Много шума из ничего»)                | Каньон | 1 492               | 33°18′ ю. ш. 335°00′ в. д. / 33,3° ю. ш. 335° в. д.   |
| Уступ Руссильон | Руссильон, Франция («Всё хорошо, что хорошо кончается») | Уступ  | 402                 | 14°42′ ю. ш. 23°30′ в. д. / 14,7° ю. ш. 23,5° в. д.   |
| Адриана         | Адриана («Комедия ошибок»)                              | Кратер | 50                  | 20°06′ ю. ш. 3°54′ в. д. / 20,1° ю. ш. 3,9° в. д.     |
| Бона            | Бона («Генрих VI, часть 3»)                             | Кратер | 51                  | 55°48′ ю. ш. 351°12′ в. д. / 55,8° ю. ш. 351,2° в. д. |
| Кальпурния      | Кальпурния Пизонис («Юлий Цезарь»)                      | Кратер | 100                 | 42°24′ ю. ш. 291°24′ в. д. / 42,4° ю. ш. 291,4° в. д. |
| Элеонора        | Элеонора Аквитанская («Король Иоанн»)                   | Кратер | 74                  | 44°48′ ю. ш. 333°36′ в. д. / 44,8° ю. ш. 333,6° в. д. |
| Гертруда        | Гертруда («Гамлет»)                                     | Кратер | 326                 | 15°48′ ю. ш. 287°06′ в. д. / 15,8° ю. ш. 287,1° в. д. |
| Имогена         | Имогена («Цимбелин»)                                    | Кратер | 28                  | 23°48′ ю. ш. 321°12′ в. д. / 23,8° ю. ш. 321,2° в. д. |
| Ира             | Ира («Антоний и Клеопатра»)                             | Кратер | 33                  | 19°12′ ю. ш. 338°48′ в. д. / 19,2° ю. ш. 338,8° в. д. |
| Джессика        | Джессика («Венецианский купец»)                         | Кратер | 64                  | 55°18′ ю. ш. 285°54′ в. д. / 55,3° ю. ш. 285,9° в. д. |
| Екатерина       | Екатерина («Генрих VIII»)                               | Кратер | 75                  | 51°12′ ю. ш. 331°54′ в. д. / 51,2° ю. ш. 331,9° в. д. |
| Лючетта         | Лючетта («Два веронца»)                                 | Кратер | 58                  | 14°42′ ю. ш. 277°06′ в. д. / 14,7° ю. ш. 277,1° в. д. |
| Марина          | Марина («Перикл»)                                       | Кратер | 40                  | 15°30′ ю. ш. 316°00′ в. д. / 15,5° ю. ш. 316° в. д.   |
| Мопса           | Мопса («Зимняя сказка»)                                 | Кратер | 101                 | 11°54′ ю. ш. 302°12′ в. д. / 11,9° ю. ш. 302,2° в. д. |
| Фрина           | Фрина («Тимон Афинский»)                                | Кратер | 35                  | 24°18′ ю. ш. 309°12′ в. д. / 24,3° ю. ш. 309,2° в. д. |
| Урсула          | Урсула («Много шума из ничего»)                         | Кратер | 135                 | 12°24′ ю. ш. 45°12′ в. д. / 12,4° ю. ш. 45,2° в. д.   |
| Валерия         | Валерия («Кориолан»)                                    | Кратер | 59                  | 34°30′ ю. ш. 4°12′ в. д. / 34,5° ю. ш. 4,2° в. д.     |

## Атмосфера
Инфракрасная спектроскопия, проведённая в 2001—2005 годах, показала наличие на поверхности Титании водяного льда и диоксида углерода. Это указывает на то, что спутник может обладать незначительной сезонной атмосферой, состоящей из углекислого газа с атмосферным давлением около 10−13 бар, такой же как у спутника Юпитера Каллисто. Такие газы, как азот или метан, вряд ли могут присутствовать, потому что слабая гравитация Титании не может предотвратить их утечку в космическое пространство. При максимальной температуре в 89 К, достижимой во время летнего солнцестояния на Титании, давление насыщенных паров диоксида углерода составляет около 3 нбар.
8 сентября 2001 произошло покрытие Титанией яркой звезды (HIP 106829) с видимой величиной 7,2. Это событие позволило уточнить диаметр спутника и установить верхний предел плотности его атмосферы. Он оказался равным 10—20 нанобар. Таким образом, если атмосфера у Титании существует, то она намного разрежённее, чем у Тритона или Плутона. Однако эти измерения фактически не дали ничего нового, поскольку данный предел в несколько раз больше, чем максимально возможное давление углекислого газа у поверхности Титании.
Из-за специфической геометрии системы Урана полюса Титании получают больше солнечной энергии, чем её экватор. Так как летучесть CO2 растёт с температурой, он может скапливаться в тропическом поясе Титании, где сможет стабильно существовать в виде льда на участках с высоким альбедо и в затенённых областях. Когда в одном полушарии лето, температура на полюсе достигает 85—90 К, диоксид углерода сублимируется и мигрирует на ночную сторону. Накопленный углекислый лёд может быть высвобожден частицами магнитосферной плазмы, которые распыляют его с поверхности. Считается, что Титания со времён своего формирования, произошедшего примерно 4,6 миллиардов лет назад, потеряла существенное количество диоксида углерода.

## Происхождение и эволюция
Как и все крупные спутники Урана, Титания, вероятно, сформировалась из аккреционного диска газа и пыли, который либо существовал вокруг Урана в течение какого-то времени после формирования планеты, либо появился при огромном столкновении, которое, скорее всего, и дало Урану очень большой наклон оси вращения. Точный состав диска неизвестен, однако относительно высокая плотность спутников Урана по сравнению со спутниками Сатурна указывает на то, что он содержал меньше воды. Значительные количества углерода и азота могут находиться в виде CO и N2, а не в виде метана и аммиака. Спутник, сформировавшийся из такого диска, должен содержать меньше водяного льда (с клатратами CO и N2) и больше каменистых пород, что объясняло бы его высокую плотность.
Образование Титании, вероятно, продолжалось несколько тысяч лет. Её внешние слои разогревались под воздействием аккреции. Максимальная температура (около 250 K) была на глубине около 60 километров. После завершения формирования внешний слой остыл, а внутренний стал нагреваться из-за распада радиоактивных элементов в недрах. Поверхностный слой за счёт охлаждения сжимался, в то время как нагревающийся внутренний — расширялся. Это вызвало в коре Титании сильное механическое напряжение, которое могло привести к образованию разломов. Возможно, именно так появилась существующая сейчас система каньонов. Этот процесс длился около 200 миллионов лет и, следовательно, прекратился несколько миллиардов лет назад.
Тепла от изначальной аккреции и продолжавшегося далее распада радиоактивных элементов могло хватить для плавления льда в недрах, если в нём присутствовали какие-либо антифризы — аммиак или соль. Таяние могло привести к отделению льда от камня и формированию каменного ядра, окружённого ледяной мантией. На их границе мог появиться слой жидкой воды, содержащей аммиак. Эвтектическая температура их смеси — 176 К. Если температура океана опускалась ниже этого значения, то сейчас он замёрзший. Замерзание привело бы к его расширению, и это могло внести вклад в растрескивание коры и образование каньонов. Однако про геологическую историю Титании известно довольно мало.

## Космические исследования
Единственные имеющиеся изображения Титании крупным планом были получены «Вояджером-2» во время исследований системы Урана в январе 1986 года. Он сближался с Титанией на 365 200 км и отснял её с разрешением около 3,4 километра (с лучшим были сняты только Миранда и Ариэль). Изображения покрывают 40 % поверхности, но только 24 % её сняты с точностью, требуемой для геологического картирования. Во время полёта Солнце освещало южное полушарие Титании (как и других спутников Урана). Таким образом, северное полушарие было в тени и не могло быть изучено.
Никакой другой космический аппарат никогда не посещал Уран или Титанию. Рассматриваются проекты таких миссий.

## Комментарии
1. ↑  Рассчитано в приближении шарообразной формы спутника по радиусу r таким образом: {\displaystyle 4\pi r^{2}}.
2. ↑  Рассчитано в приближении шарообразной формы спутника по радиусу r таким образом: {\displaystyle 4\pi r^{3}/3}.
3. ↑  Рассчитано в приближении шарообразной формы спутника по массе m, гравитационной постоянной G и радиусу r таким образом: {\displaystyle Gm/r^{2}}.
4. 1 2  Пять крупнейших спутников Урана: Миранда, Ариэль, Умбриэль, Титания и Оберон. Все остальные значительно меньших размеров.
5. ↑  Семь спутников, более массивных, чем Титания: Ганимед, Титан, Каллисто, Ио, Луна, Европа, Тритон[3].
6. ↑  Например, Тефия — спутник Сатурна — имеет плотность 0,97 г/см³, что указывает на то, что он более чем на 90 % состоит из воды[19].